# St. Petri (Brandenburg an der Havel)

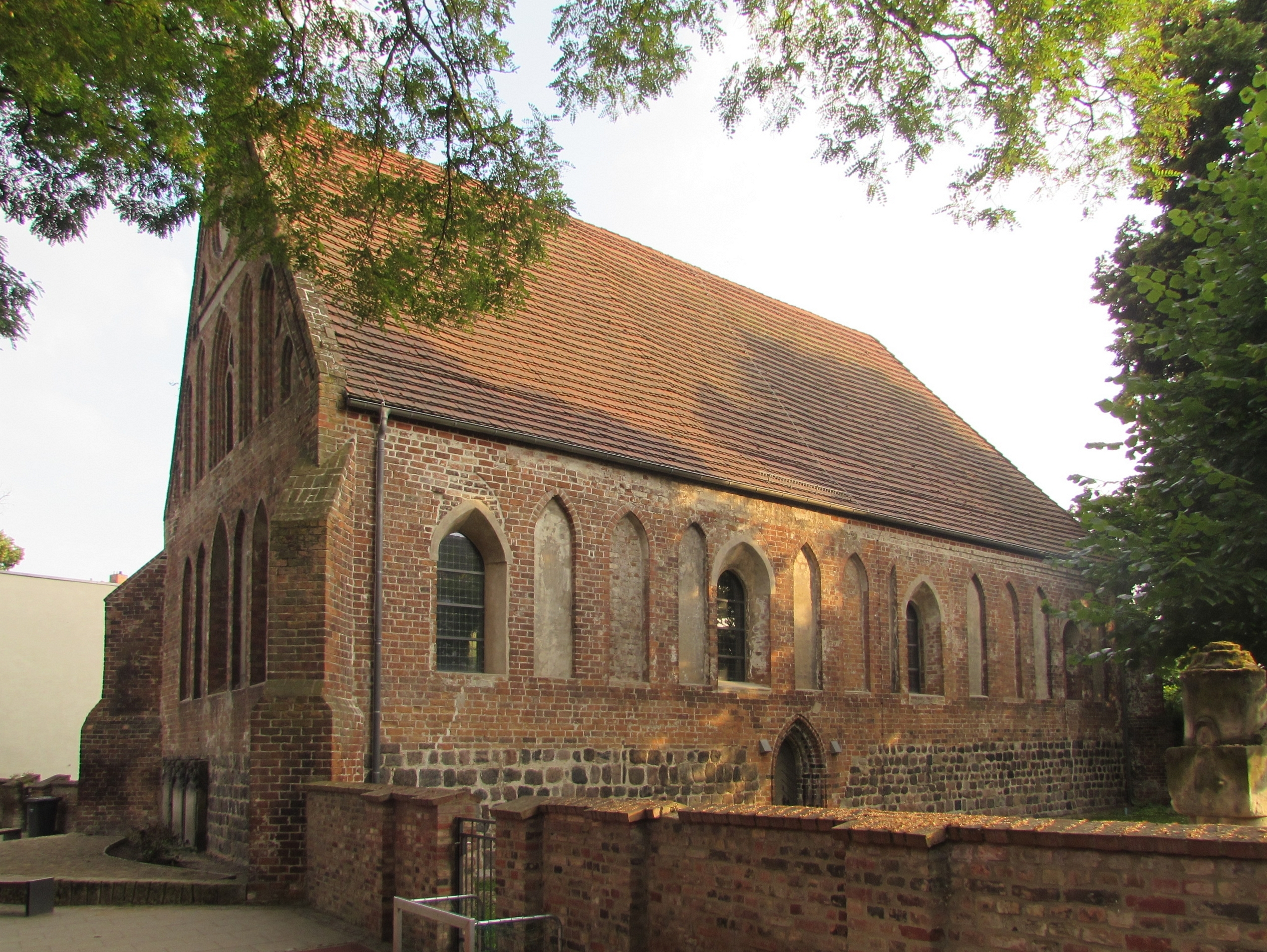
St.-Petri-Kapelle von Nordosten

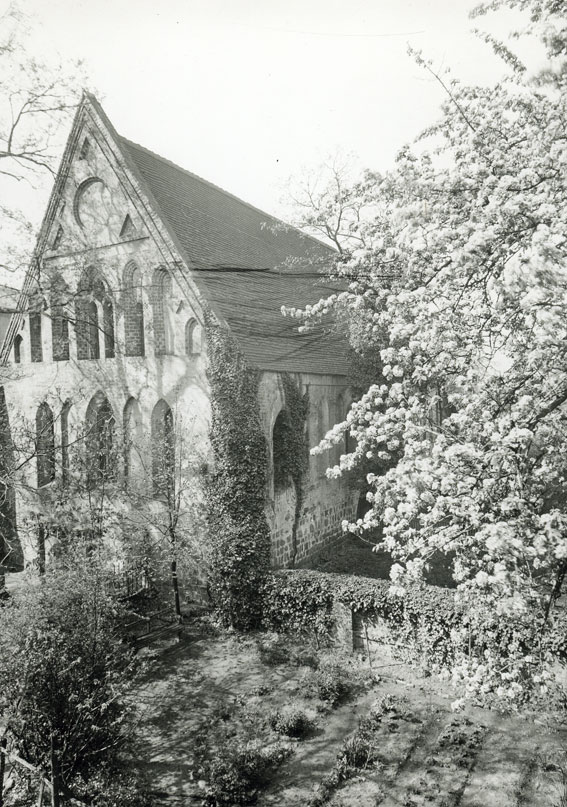
Der Ostgiebel der St. Petrikapelle nach einer alten Aufnahme (Anf. 20. Jh.)

Die Kapelle Sankt Petri auf der Dominsel in Brandenburg an der Havel ist ein kleiner Sakralbau aus der Anfangszeit der christlichen Herrschaftsperiode der Mark Brandenburg.

## Entstehung
Die Petrikapelle steht mit größter Wahrscheinlichkeit auf dem Fundament der ehemaligen Burgkapelle der Burg Brandenburg. Der westliche Feldsteinsockel zählt möglicherweise jedoch mit dem Feldsteinsockel der St. Gotthardt-Kirche der Altstadt Brandenburg zu den ältesten gemauerten Strukturen der Mark Brandenburg. Das würde bedeuten, dass seine Entstehungszeit sogar vor der Gründung der Mark am 11. Juni 1157 um die Mitte des 12. Jh. anzusetzen ist.
Die heutige Gestalt der Petrikapelle geht jedoch auf einen Umbau in Backstein zurück, auf den Ablässe im Jahr 1312 hinweisen. Das Bauwerk wurde etwa 100 Jahre später als zweischiffige Halle mit Zellengewölben umgebaut.

## Gestalt

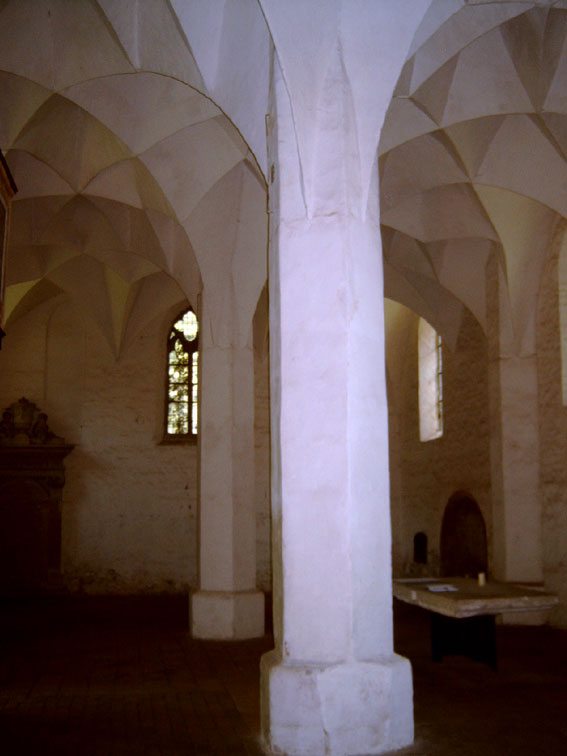
Das Innere der St. Petrikapelle mit Blick nach Osten (August 2006)

Die Petrikapelle ist ein relativ kleiner rechteckiger Bau von etwa 26,5 × 12 m Seitenlänge, der bis auf den verzierten Ostgiebel sehr schlicht wirkt. Über dem etwa mannshohen Feldsteinsockel, der die Petrikapelle vollständig umläuft, wurde der Bau in gotischer Backsteintechnik aufgeführt. Seit 1849 besitzt das Kirchlein keinen Turm mehr, da dieser wegen Baufälligkeit niedergelegt wurde. Ebenfalls niedergelegt und erneuert wurde zu diesem Zeitpunkt der wohl ehemals reich verzierte Giebel im Westen, dessen einziger Schmuck nun in 5 gotischen Spitzbogenblenden besteht. (Ein Protestschreiben des Provinzialkonservators traf mit vier Jahren Verspätung ein!) Der instabile Baugrund der Dominsel veranlasste im Jahre 1588 die Anfügung von drei Außenstützpfeilern an der südlichen Wand des Kirchenschiffs.
Das Innere der Kirche weist ein markantes Zellengewölbe auf, welches auf drei mittigen Säulen ruht und somit die Kapelle in zwei Schiffe und vier Joche unterteilt.
Der Schmuck des Innenraumes besteht in einer barocken Holzempore im westlichen Teil des Kirchensaals, mehreren Epitaphen angesehener Bürger, zwei Retabeln und einigen Sakramentsnischen.

## Funktion
Einst war die Petrikapelle die Burgkapelle der Burg Brandenburg. Die Markgrafen von Brandenburg übten das Patronat über die Kapelle aus, welches sie 1237 an die Bischöfe von Brandenburg abgaben. 1314 bis 1320 wurde das Gotteshaus zur Pfarrkirche umgebaut und erfüllte von da an bis ins zwanzigste Jahrhundert diese Funktion für die weltlichen Einwohner des Dorfes Brandenburg Dom.
Einmal wöchentlich finden Abendandachten und unter der Arbeitswoche täglich Mittagsgebete in der Petrikapelle statt. Sie dient auch als Winterkirche für die Sonntagsgottesdienste der Domgemeinde. Weiterhin wird die Kirche wechselnden Kunstausstellungen zur Verfügung gestellt.

## Besonderheiten

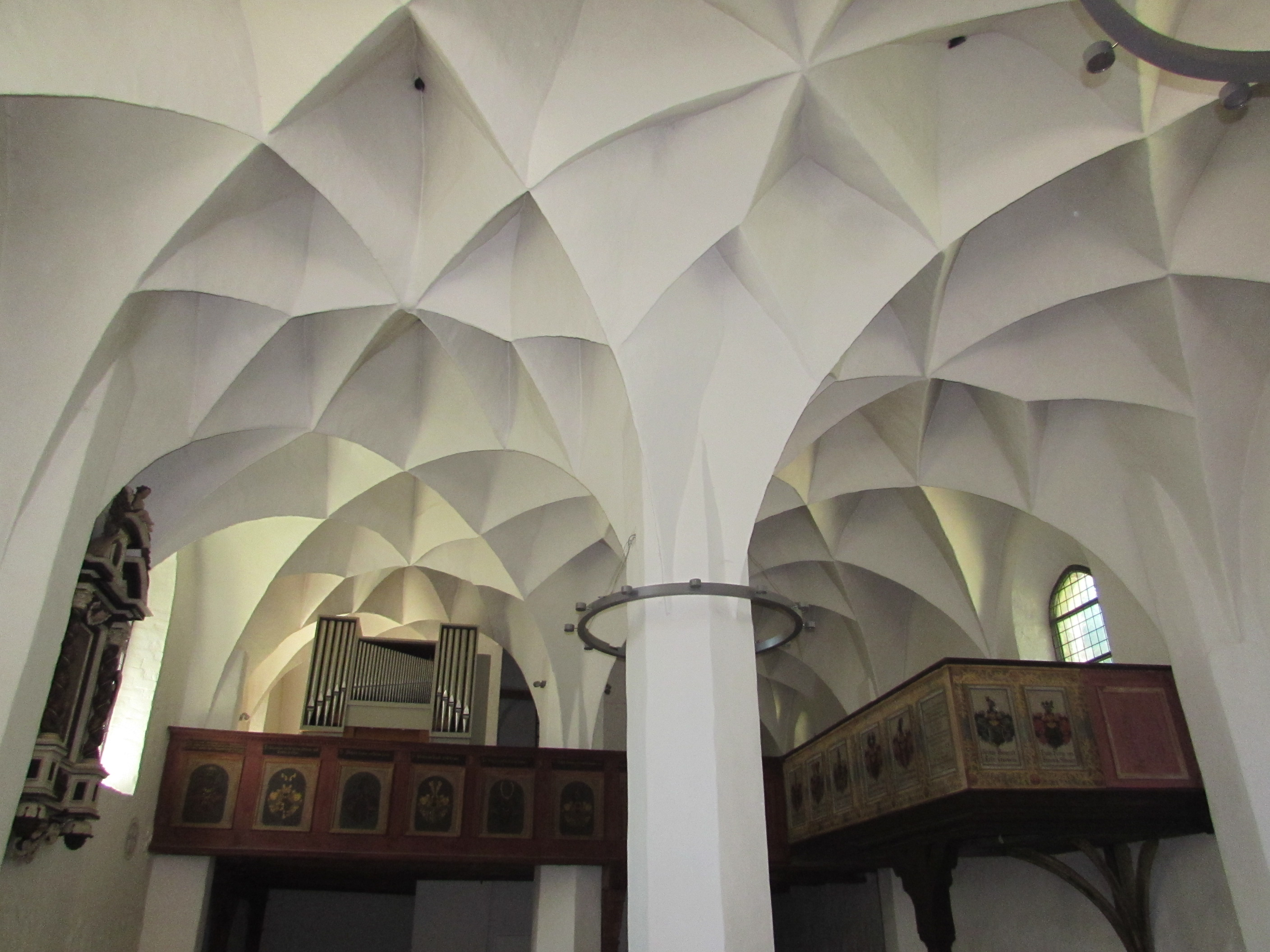
Deckengewölbe und Empore

- In ihrer Funktion als einstige Burgkapelle soll die Petrikapelle die Grablege des letzten Heveller-Fürsten Pribislaw-Heinrich und seiner Frau Petrissa sein. Die Grabstellen konnten bis heute archäologisch nicht nachgewiesen werden.
- Der Vorgängerbau der Petrikapelle ist wahrscheinlich der Schauplatz der Brandenburger Sage, die davon berichtet, dass ein Brandenburger Bischof sich beim Aufstand der Slawen im Dachgestühl des „Domes“ versteckt habe, durch das Kläffen seines Hundes aber verraten und von den Aufständischen zu Tode gestürzt worden sei. Da es den Dom zum Zeitpunkt des Großen Slawenaufstandes noch nicht gab, kommt als einziges Sakralbauwerk eigentlich nur die Petrikapelle in Frage. Ob die Sage einen wahren Kern besitzt ist jedoch ungewiss, da weder die Sterbezeit des Bischofs Dodilo noch die seines Nachfolgers Volkmar I. mit dem Zeitpunkt des Großen Slawenaufstandes von 983 korrespondiert (s. Liste der Bischöfe von Brandenburg). Es könnte sich dabei also auch um christliche Propaganda aus der Frühzeit der Ostexpansion handeln, die jedoch die Stimmung in der ansässigen Altbevölkerung gut reflektieren dürfte.
- Bei Rekonstruktionsarbeiten im Sommer 2009 stellte die Brandenburger Stadtarchäologie eine seit Jahrhunderten als Schwellstein genutzte Stele sicher, die sich unter dem Fußbodenniveau einer südlichen, vermauerten Tür befand. Bei dieser Tür handelt es sich um die originale Eingangstür der Kapelle, die im Zuge der Rekonstruktion des Gotteshauses wieder geöffnet wurde. Der sensationelle Fund wurde bereits vorsichtig als mögliche Grabsäule Fürst Pribislaw-Heinrichs gedeutet, ohne dass es dafür eine handfeste Bestätigung gäbe. Die reliefierte Ausführung des Stelenkopfes aber und die Gesamtarbeit könnten jedoch durchaus einem Grabmal einer hochgestellten Persönlichkeit des 12. Jahrhunderts zugeordnet werden. Die Stele selbst, die eine inzwischen wieder vermauerte Entsprechung in Leitzkau besitzen soll, weist auf der Bildseite ein Flachrelief in Gestalt eines Flechtbandknotens auf, und weiterhin ein sogenanntes Vortragskreuz. Das Monument wurde zwischenzeitlich geborgen und am Dom bis zu einer abschließenden Untersuchung und Klärung der Frage, in welcher Form die Stele auszustellen sei, geschützt aufbewahrt. Wenn die oben beschriebene Ähnlichkeit der Stele mit dem Leitzkauer Artefakt zutrifft, könnte dies ein Hinweis auf die engen Kontakte mit der einst mächtigen Prämonstratenser-Abtei sein. Immerhin besetzte Pribislaw-Heinrich sein erstes Domkapitel mit Leitzkauer Prämonstratensern.